# Ramón Ruiz Nieves
Ramón Ruiz Nieves (Arecibo, 18 de enero de 1965) es un químico y político puertorriqueño del Partido Popular Democrático. Actualmente sirve en el Senado de Puerto Rico en representación del distrito de Ponce. Previamente sirvió en la Cámara de Representantes de Puerto Rico como representante por el 22.º distrito.

## Primeros años y educación
Ruiz nació en Arecibo. Tiene una Maestría en Administración y Derecho Laboral. Ruiz ha trabajado como químico.
Ruiz fue electo a la Cámara de Representantes de Puerto Rico como representante por el 22.º distrito en las elecciones de 2000. Sin embargo, no logró ser reelegido en las elecciones de 2004, perdiendo ante su rival del Partido Nuevo Progresista Javier A. Rivera Aquino. En las elecciones de 2012 Ruiz presentó su candidatura para el Senado por el distrito de Ponce resultando electo. Ruiz no consiguió ser reelecto en las elecciones de 2016 pero regresó al cargo tras las elecciones de 2020. En las elecciones de 2024, Ruiz logró ser reelecto al cargo.

## Vida personal
Actualmente está casado, tiene tres hijos y vive en el municipio de Lares.

## Historial electoral
| Año  | Cargo                                   | Tipo      | Partido | Partido | Votos   | %     | Posición | Resultado |
| ---- | --------------------------------------- | --------- | ------- | ------- | ------- | ----- | -------- | --------- |
| 2000 | Representante por el 22.º distrito      | Generales |         | PPD     | 26,917  | 48.1  | 1.º      | Electo    |
| 2004 | Representante por el 22.º distrito      | Generales |         | PPD     | 25,755  | 46.1  | 2.º      | Derrotado |
| 2012 | Senador por el por el distrito de Ponce | Generales |         | PPD     | 115,147 | 24.4  | 1.º      | Electo    |
| 2016 | Senador por el por el distrito de Ponce | Generales |         | PPD     | 83,214  | 22.60 | 3.º      | Derrotado |
| 2020 | Senador por el por el distrito de Ponce | Generales |         | PPD     | 54,423  | 18.36 | 2.º      | Electo    |
| 2024 | Senador por el por el distrito de Ponce | Generales |         | PPD     |         |       |          |           |